# Евдокимов, Виталий Александрович
Виталий Александрович Евдокимов (род. 11 марта 1980, Подгорный, Красноярский край) — российский хоккеист-вратарь, тренер хоккейного клуба «Красноярские Рыси».

## Биография
Виталий Александрович Евдокимов родился 11 марта 1980 года в посёлке Подгорный (Красноярск-35) города Железногорска (Красноярск-26) Красноярского края, ныне посёлок городского типа Подгорный входит в Городской округ ЗАТО Железногорск Красноярского края.
Начал заниматься Виталий в хоккейной школе «Факел» (пос. Подгорный). Первый тренер — Игорь Феликсович Васильев. Со временем Виталий Евдокимов попал в основной состав ХК «Сокол» (Красноярск), а в 17 лет перебрался в Хабаровск где начал выступать за фарм-клуб «Амура», затем 2 сезона аренды в ХК «Энергия» (Кемерово).
За свою карьеру Виталий успел поиграть во многих российских клубах.
В КХЛ выступал в 2008—2009 годах в составе нижегородского «Торпедо».
В 2012—2017 годах был вратарём красноярского клуба «Сокол».
В 2017 году перешёл на тренерскую работу и является тренером хоккейного клуба «Красноярские Рыси», выступающего в Национальной молодежной хоккейной лиге.

## Семья
Женат, воспитывает дочь.